# Junior Kadile
Junior Morau Kadile (Rennes, 16 dicembre 2002) è un calciatore francese, attaccante dell'Almere City.

## Carriera

### Club
Cresciuto nel settore giovanile del Rennes, ha esordito in prima squadra il 2 gennaio 2022, disputando l'incontro di Coppa di Francia perso ai rigori contro il Nancy. Il 31 gennaio successivo viene ceduto in prestito ai portoghesi del Famalicão fino al termine della stagione. Il 13 febbraio successivo ha esordito in Primeira Liga, nell'incontro vinto per 5-0 contro il Moreirense; il 29 aprile ha realizzato la sua prima rete in campionato, nell'incontro vinto per 3-1 contro l'Estoril Praia.

### Nazionale
Ha rappresentato le nazionali giovanili francesi Under-16 ed Under-17.

## Statistiche

### Presenze e reti nei club
Statistiche aggiornate al 16 maggio 2022.
| Stagione        | Squadra         | Campionato      | Campionato | Campionato | Coppe nazionali | Coppe nazionali | Coppe nazionali | Coppe continentali | Coppe continentali | Coppe continentali | Altre coppe | Altre coppe | Altre coppe | Totale | Totale |
| Stagione        | Squadra         | Comp            | Pres       | Reti       | Comp            | Pres            | Reti            | Comp               | Pres               | Reti               | Comp        | Pres        | Reti        | Pres   | Reti   |
| --------------- | --------------- | --------------- | ---------- | ---------- | --------------- | --------------- | --------------- | ------------------ | ------------------ | ------------------ | ----------- | ----------- | ----------- | ------ | ------ |
| 2018-2019       | Rennes 2        | N3              | 3          | 0          |                 | -               | -               |                    | -                  | -                  |             | -           | -           | 3      | 0      |
| 2019-2020       | Rennes 2        | N3              | 3          | 0          |                 | -               | -               |                    | -                  | -                  |             | -           | -           | 3      | 0      |
| 2020-2021       | Rennes 2        | N3              | 2          | 0          |                 | -               | -               |                    | -                  | -                  |             | -           | -           | 2      | 0      |
| 2021-gen. 2022  | Rennes 2        | N3              | 12         | 3          |                 | -               | -               |                    | -                  | -                  |             | -           | -           | 12     | 3      |
| 2021-gen. 2022  | Rennes          | L1              | 0          | 0          | CF              | 1               | 0               |                    | -                  | -                  |             | -           | -           | 1      | 0      |
| gen.-giu. 2022  | Famalicão       | PL              | 4          | 1          | CP+CdL          | -               | -               |                    | -                  | -                  |             | -           | -           | 4      | 1      |
| Totale carriera | Totale carriera | Totale carriera | 24         | 4          |                 | 1               | 0               |                    | -                  | -                  |             | -           | -           | 25     | 4      |